# 久保田博
久保田 博（くぼた ひろし、1924年9月5日 - 2007年1月18日）は、日本の鉄道技術者、鉄道研究家。

## 経歴
鉄道省の職員（機関士）の子として、長野県諏訪市上諏訪に生まれる。
1946年秋、大阪大学工学部を卒業し、運輸省に入省。1年間の鉄道現場研修の後、鷹取工場（兵庫県）に配属される。1949年に日本国有鉄道（国鉄）が運輸省から独立発足した際、国鉄に移籍。
以後、長野工場→本社勤務→仙台鉄道管理局・東北支社→中部支社（名古屋）と渡り歩き、小倉工場長を最後に国鉄を退職。その後、高砂熱学工業の技師長や東北大学の講師などを務めた。国鉄本社勤務時代には青梅鉄道公園の保存機関車の選定に携わったことがある。
久保田は国鉄職員という身分を活用して朝倉希一・島秀雄・細川泉一郎・衣笠敦雄といった国鉄技術陣の先人から直接聞き取った内容を著作に反映させ、国鉄近代蒸気機関車史に深い造詣を示した。
さらに、国鉄技術の一般への普及広報という点では在来線に関する技術において多くの著作を残した（新幹線に関しては齋藤雅男がいる）。著書『鉄道工学ハンドブック』は、技術系キャリア現場幹部の実践的な鉄道概論として学者など研究畑の著書より総合的な内容だった。
また、鉄道ファン出身の評論家（川島令三など）の意見に関し、元国鉄職員の視点・立場からの批判を自著の中で述べていた（詳細後述）。
鉄道事故に関する著書も出しており、営団日比谷線中目黒駅衝突事故やJR福知山線脱線事故に関して意見を述べたことがあるほか、絶筆の『栄光の日本の蒸気機関車』の中でも、蒸気機関車にまつわる事故を記述している。

## 専門家としてのスタンス

### 営団日比谷線中目黒駅衝突事故に関する指摘
2000年3月に発生した営団日比谷線中目黒駅衝突事故の事故調査検討会は、具体的改善指示として、最終報告書の表向きの結論である「諸要因の競合」とは別に、車両の軽量化によりシビヤになる輪重比管理を行うよう求め、脱線リスクを数値化して、曲線出口緩和曲線部でのカント低減区間による線路のねじれ箇所などに危険度に応じてガードレール設置義務を課した。
久保田は翌2001年3月刊の著書『日本の鉄道車両史』の中で、1963年11月に発生した鶴見事故の原因について「当該ワラ1型貨車が、直前就航のワム60000型貨車に類似車両として事前の走行試験が省かれたことで『軽荷重時の走行特性不安定を見逃してしまった』」ことを国鉄技術系幹部として初めて明らかにした。鶴見事故現場直前のカーブ出口緩和曲線カント低減部の線路のねじれ箇所で輪重抜けとなり脱線して大惨事に至ったことは国鉄の公表記録上明らかだったが、走行試験省略で欠陥を見落とした事実はそれまで伏せられていた。鶴見事故は「競合脱線」という結論が出されたのち、事故から約5年経過した後に開始された北海道の狩勝実験線における各種走行実験成果に基づき、走行特性の改良（車輪踏面形状変更、2段リンク化、貨物ボギー台車のコイルばね換装、ガードレール設置基準の厳格化など）で対処したとされていた。しかし、最大800R（半径800m）曲線でも貨物用にガードレールを設置した根拠は公にはされなかった。
営団地下鉄では同社独自基準として140Rまではガードレールを設置しない極端な設置基準が作られたため、輪重比30%余の極端な狂いの車両が運行され、その結果、甚大な被害につながった。

### 福知山線脱線事故と川島令三批判
2005年4月25日に発生したJR福知山線脱線事故の際、鉄道アナリストの川島令三は自著書『なぜ福知山線脱線事故は起こったのか』において、脱線原因を事故車207系電車に使用されているボルスタレス台車の構造が事故の一因であり、「鉄道関係者でも一部の人はボルスタレス台車を危険視している」と述べている。
しかし久保田はこれに対し、雑誌『鉄道ジャーナル』において、ストッパーの存在や、ダイレクトマウント方式との構造比較を解説図で示して川島の構造理解の誤りを指摘・批判し、ボルスタレス台車原因説を全面否定した。川島からの反証・反論は、2008年8月に刊行された著書『全国鉄道なるほど事情』においてなされているが、「危険であると思っている鉄道関係者は多くいる」と、具体的内容での反論はなく、従来の評価主張の繰り返しに留まっている。

## 主な著書
交友社
- 『懐想の蒸気機関車』
後に内容を改訂したうえで『追憶の蒸気機関車』と改題。こちらはグランプリ出版から刊行された。
- 『最新鉄道車両工学』

大正出版
- 『鉄道経営史』

グランプリ出版
- 『鉄道工学ハンドブック』
鉄道基礎理論（全分野概説）を解いたもの。
- 『鉄道用語事典』
- 『鉄道重大事故の歴史』
事故原因をかなり率直に解説した。曲線過速度転覆5例等をあげている。
- 『蒸気機関車のすべて』
- 『日本の鉄道車両史』
鶴見事故ワラ1型の無試験採用で弱点見落としを記載、「試験を省略すべきでなかった」と語った。

JTBパブリッシング
- 『栄光の日本の蒸気機関車』
広田尚敬および片野正巳との共著、絶筆。